# 佩希托爾茨多夫

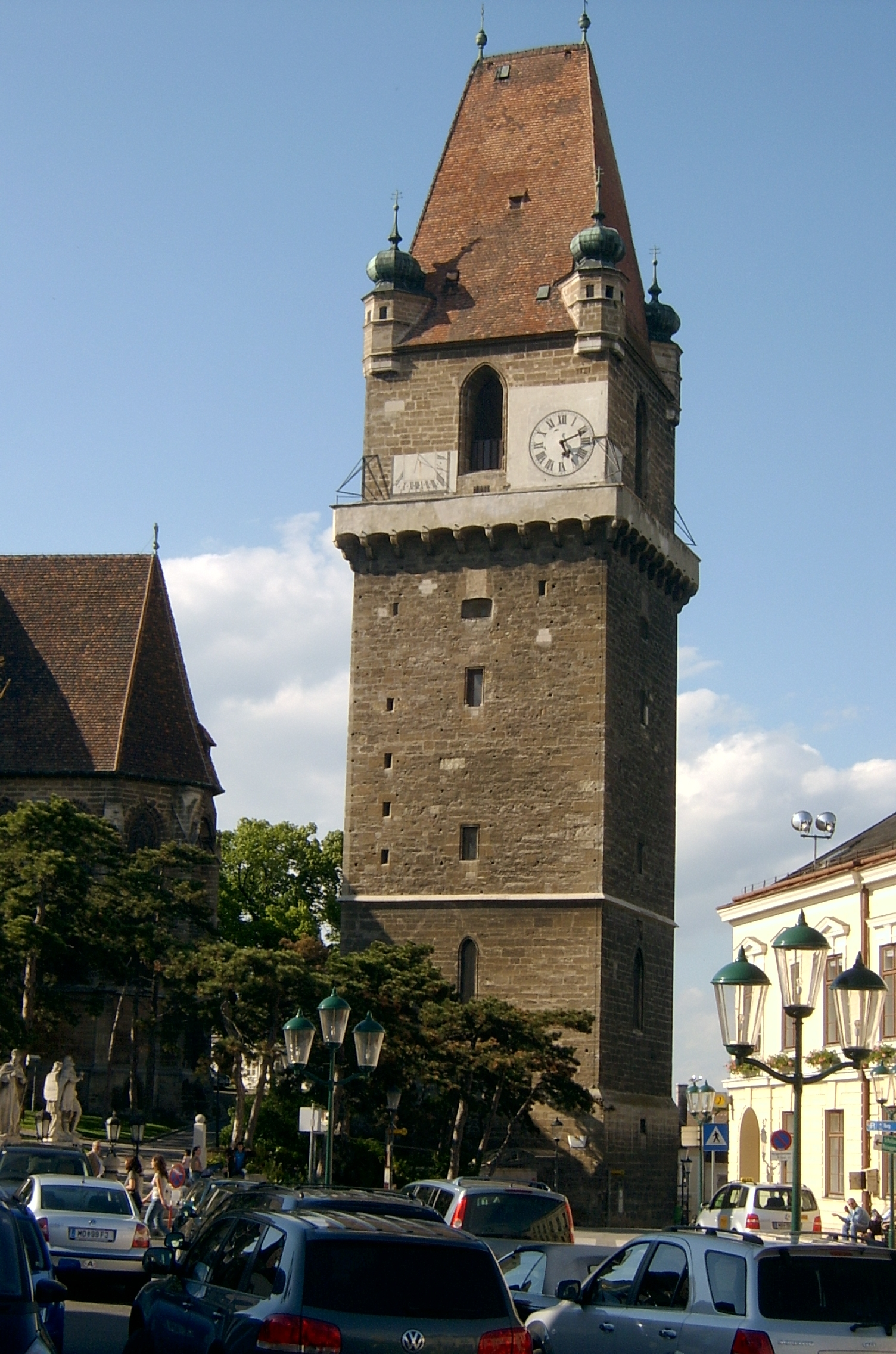

佩希托爾茨多夫（德语：Perchtoldsdorf）是奧地利的城市，位於該國東北部，距離首都維也納約16公里，由下奧地利邦負責管轄，面積12.6平方公里，海拔高度265米，2012年人口14,614。